# Fort.Missia
Fort.Missia (Фортмісія) — щорічний фестиваль мистецтв, який проводили у 2009—2012 роках біля села Поповичі, неподалік українсько-польського кордону. Назва фестивалю пов'язана з місцем, де його проводять: біля Поповичів розташовані форти Перемишльської фортеці часів Першої світової війни. Ця територія є закритою для відвідувачів, тож фестиваль був чи не єдиною нагодою побувати на оборонних спорудах. Вхід на фестиваль безкоштовний.
Головна ідея фестивалю — «мистецтво на руїнах війни». Один із його організаторів Юрко Вовкогон пояснив це так: «Ми живемо і мусимо творити, пам’ятаючи про відповідальність за життя власне, і за життя інших». Куратором мистецької частини є Влодко Кауфман.
Через брак фінансової та організаційної підтримки 2013 року Fort.Missia об'єдналася з фестивалем Франко Фест під назвою Франко.Missia. Частина подій відбулася в Поповичах, частина — в Нагуєвичах.

## Доїзд
Дістатися на місце проведення фестивалю зі Львова можна у два етапи:
1. Електричками з приміського вокзалу або маршрутівками від головного залізничного вокзалу (АС-8) — до Мостиськи або до Шегинь.
2. Від Шегинь чи від Мостиськи автобусами до села Попович (графіки руху автотранспорту є на сайті фестивалю).[6]

Втім як правило на час проведення фестивалю маршрутівки Львів — Шегині продовжували шлях курсування аж до фестивального поля біля Попович.

## Учасники за роком

### 2009
10—11 липня 2009: Zsuf, Ґорґішелі, Зелені Сестри, Мертвий Півень, Плач Єремії, ShockolaD, Dalai Lama, Дивні, Voo Voo (Польща).

### 2010
2—4 липня 2010 (звіти тут і тут): Мертвий Півень, Тартак, Let Me Introduce You To The End, Пропала Грамота, Че-Че, Zapaska, Рутенія, КораЛЛі, Джек о'Лентерн, Ґорґішелі, ShockolaD, Banda ARKAN, KOKA (Польща), Samba Sim (Польща), Miąższ (Польща), Joke (Польща), Pigs Like Pigeons (Польща), Sloma i Przedwietrze (Польща), Black Snake (Польща).

### 2011
1—3 липня 2011: Гайдамаки, Мертвий Півень, Перкалаба, ShockolaD, Let Me Introduce You To The End (Польща/США), Big Fat Mama (Польща), Vivienne Mort, Джек o'Лентерн, Абу-Касимові капці, NiagAra, Оратанія, АННА, Bazooka Band, Swamp FM, Ху4. Нічна сцена: Music Maiker, DJ Derrick, DJ Tonika, DJ Garry Shumoff, RESTart.

### 2012
21 липня 2012. Фестиваль повністю відбувався на території Польщі (а саме на форту Borek, що міститься за один кілометр від лінії кордону).
Спершу було заплановано провести фестиваль по обидва боки кордону з 20 до 22 липня, проте українську частину було скасовано, оскільки фестиваль «не знайшов належної організаційної та фінансової підтримки в Україні».
Учасники: «ГИЧ оркестр» (Україна), Recital Wojciecha «Elvisa» Sosnowskiego (Польща), «Miąższ» (Польща), «Beer Blues Band» (Польща), Recital Adama Hajduka (Польща), «Pigs Like Pigeons» (Польща), Chor gospel «Twoje Niebo» (Польща), «Їжак» (США-Україна), PECTUS & Filip Moniuszko (Польща), DJ Bleiz (Польща)

## Світлини
|  |  |  |  |

|  |  |  |  |  |  |